# Gaspar Munhoz de Castil Blanque
Gaspar Munhoz de Castil Blanque  (Reino de Castela, século XVI - ?) foi alferes-mor e capitão da Fortaleza de São João Baptista de Angra do Heroísmo.
Esta família, nos Açores é descendente do nobre solar dos Castil Blanques, do reino de Castela.
Passaram à Terceira nos fins do século XVI, quando esta ilha ficou debaixo do domínio castelhano, na pessoa de D. Gaspar Munhoz  de Castil Blanque, cujos descendentes corromperam esta última forma em Gastil Branco, e depois em Castelo Branco.
D. Gaspar era filho de D. João Munhoz de Castil Blanque e de D Isabel Flores, e neto paterno de D. Martim Munhoz de Castil Blanque e de D. Isabel Montojos.
O representante desta família, na ilha Terceira, foi Vital de Bettencourt de Vasconcelos e Lemos.
D. Gaspar Munhoz de Castil Blanque, foi alferes-mor e capitão da Fortaleza de São João Baptista de Angra do Heroísmo, e casado com Helena Escócia de quem teve:
1 - D Pedro Munhoz de Castil Branco, casou com D. Luísa do Canto de Vasconcelos.
2 - D Simão das Chagas, foi frade religioso franciscano.
3 - D Gonçalo de Castil Branco, que foi clérigo.
4 – D. Marina de Castil Branco, mulher do capitão Simão de Aguiar Fagundes.
5 - D. F. ......... Religiosa no convento da Conceição, de Angra do Heroísmo.
6 - D. F. (…)  também religiosa no convento da Conceição, de Angra do Heroísmo.